# EMI Records Japan
EMI Records Japan était un sous-label d'Universal Music Japan. Créé en avril 2013, elle est le successeur de son ancienne entité en tant que société, EMI Music Japan . Le siège social est situé aux bureaux principaux d'Universal Music Japan à Aoyama, Minato, Tokyo. En février 2014, le sous-label a été divisé en deux sous-labels distincts : EMI Records, qui contient les Nayutawave Records et plus de la moitié de la liste d'EMI Records Japan, et EMI R, qui comprend les artistes restants d'EMI Records Japan. En juillet 2014, EMI R a été renommé Virgin Records.

## Histoire
Après que la Commission européenne ait approuvé l'acquisition d'EMI par Universal Music Group le 21 septembre 2012, la restructuration et le changement de marque de plusieurs labels EMI sous Universal Music ont suivi le 28 septembre 2012 lorsque la fusion a été approuvée. Le 15 janvier 2013, le président d'Universal Music Japan, Kazuhiko Koike, fut nommé en tant que PDG d'EMI Music Japan,, contrôlant efficacement les deux sociétés jusqu'à son intégration dans Universal Music Japan en tant que sous-label le 1er avril 2013 sous le nom d'EMI Records Japan . Koike, quant à lui, a déclaré que la fusion avait eu un effet négatif sur son répertoire international et son emploi . Les artistes de l'ancienne société continueront de publier du matériel sous Universal Music tout en conservant le code de catalogue TOCT . Depuis octobre 2013, le catalogue TOCT n'est plus utilisé et est remplacé par TYCT (pour les artistes originaux d'EMI Records) et UPCH (pour les artistes de Nayutawave Records absorbés par EMI). En février 2014, Universal Music Japan a procédé à une réorganisation à grande échelle du sous-label, avec plus de la moitié des artistes d'EMI Records Japan transférés à Nayutawave Records, renommant ce dernier sous le nom d' EMI Records . Le reste de la liste a été déplacé vers une autre sous-étiquette, appelée EMI R.  En juin 2014, les artistes EMI qui ont été transférés à Nayutawave pour former l'unité EMI Records ont commencé à utiliser le code de catalogue UPCH . Le 14 avril 2014, Universal Music Japan a annoncé qu'EMI R et les sous-labels Universal International et Delicious Deli Records établiraient leur partenariat conjoint en formant Virgin Music, la distribution du label EMI d'Universal International fusionnant plus tard. En juillet 2014, EMI R a de nouveau été renommé Virgin Records . Virgin Records a ensuite été lié avec un autre sous-label UMJ Delicious Deli Records pour former un label nommé Virgin Music .

## Labels
- EMI Records (anciennement Nayutawave Records )
- Virgin Music
  - Virgin Records (anciennement EMI R )
  - Delicious Deli Records
- Zen Music

## Liste actuelle
Au 6 février 2019: 

### EMI Records (anciennementNayutawave Records)
- 9mm Parabellum Bullet
- Apink
- AK (Kakihara Akemi)
- Ai
- Akatsuki Megumi
- Alice Nine *
- Aloha Brothers
- Aoi to Kaede (Aoi & Kaede)
- Ashida Mana *
- Atom on Sphere *
- Base Ball Bear
- Becky♪♯
- Beni *
- C&K *
- Chie
- Club Prince *
- Crush!
- Cutty
- D.W. Nichols
- Dohzi-T *
- Galaxias! *
- Girls' Generation *
- Godiego *
- H.
- Hapiness *
- HKT48 *
- Hiatus, The *
- Hirahara Ayaka *
- Indigo7
- Inoue Ai
- Iz *One
- Ishinoda Natsuyo
- J-Min *
- Jemstone
- Junretsu
- Kagoneko
- Karan, Julee
- Kara
- Kawaguchi Kyogo
- Kawamura Kaori
- Kominami Yasuha
- Koyanagi Yuki *
- Kozai Kaori
- ManaKana *
- Matsudaira Ken
- Matsutoya Yumi (également crédité comme Arai Yumi)
- Nagabuchi Tsuyoshi *
- Oblivion Dust*
- Oda Yuji
- Olde Worlde
- Onsoku Line
- Orquesta de la Luz
- Otsu Kiko
- Oz
- Pink Martini
- Qoo Bee Little
- Radwimps
- RDX
- Saijo Hideki
- Sakamoto Fuyumi
- Sakurazuka Yakkun
- Salovers, The
- Sanaemon
- Shibasaki Kou *
- Shimazaki Wakako
- Shinee
- SiM
- Sugi Masamichi
- Sumire
- Suzuki Fuku *
- T-ara
- Takahashi Minami *
- Three Tight B
- Usagi
- Utagawa Fumiko
- Yilana
- Your Song is Good *
- Yuki Saori

* Artistes de Nayutawave Records avant de renommer EMI Records

### Virgin Records (anciennementEMI R)
- Acidman
- Akai Ko-en
- Alfee, The
- Ashley Scared The Sky
- BTS
- Ent
- Fire Ball
- Geek Sleep Sheep
- Great3
- Hanae
- Hotei Tomoyasu
- IU
- Iha, James
- Imai Miki
- Katahira Minoru
- Kimonos
- Kiyoshi Ryujin
- Mass of the Fermenting Dregs
- Mirraz, The
- Miyavi
- Ozawa Kenji
- Ozrosaurus
- Pupa
- Ringo Sheena
- Straightener
- Taro Gold
- Tokyo Jihen
- Utada Hikaru
- N.Flying

## Voir également
- EMI
- EMI Music Japan
- Universal Music Group
- Delicious Deli Records